# Ramses VIII
Ramses VIII  is de zevende Farao uit de 20e dynastie van Egypte (Nieuwe Rijk) en regeerde (ca.) 1136 - 1131 v.Chr. Hij volgde Ramses VII op en werd opgevolgd door Ramses IX.
Ramses VIII was een zoon van Ramses III en een broer van Ramses IV.